# Platycheirus formosanus
Platycheirus formosanus är en tvåvingeart som beskrevs av Tokuichi Shiraki 1930. Platycheirus formosanus ingår i släktet fotblomflugor, och familjen blomflugor.
Artens utbredningsområde är Taiwan. Inga underarter finns listade i Catalogue of Life.